# IC 4246
IC 4246 ist eine Spiralgalaxie vom Hubble-Typ Sa? pec im Sternbild Wasserschlange am Südsternhimmel. Sie ist schätzungsweise 438 Millionen Lichtjahre von der Milchstraße entfernt und bildet mit IC 4245 ein gravitatives Galaxienpaar.
Das Objekt wurde am 4. Mai 1904 von Royal Harwood Frost entdeckt.